# Kevin Shields
Pour les articles homonymes, voir Shields.
Kevin Patrick Shields, né le 21 mai 1963 à New York, est un chanteur, auteur, compositeur, guitariste et producteur américano-irlandais. Il est le fondateur, à la fin des années 1980, du groupe de rock My Bloody Valentine, reformé en novembre 2007 après 15 ans d'absence.
Il a également joué avec le groupe Primal Scream à partir de 1997, a été crédité comme guitariste et producteur sur l'album Hand It Over de Dinosaur Jr, ou encore comme compositeur d'une partie de la bande-originale du film de Sofia Coppola, Lost in Translation. Malgré son passeport américain, Kevin Shields a passé son adolescence, à partir de l'âge de 10 ans, à Dublin en Irlande.  

## Carrière solo

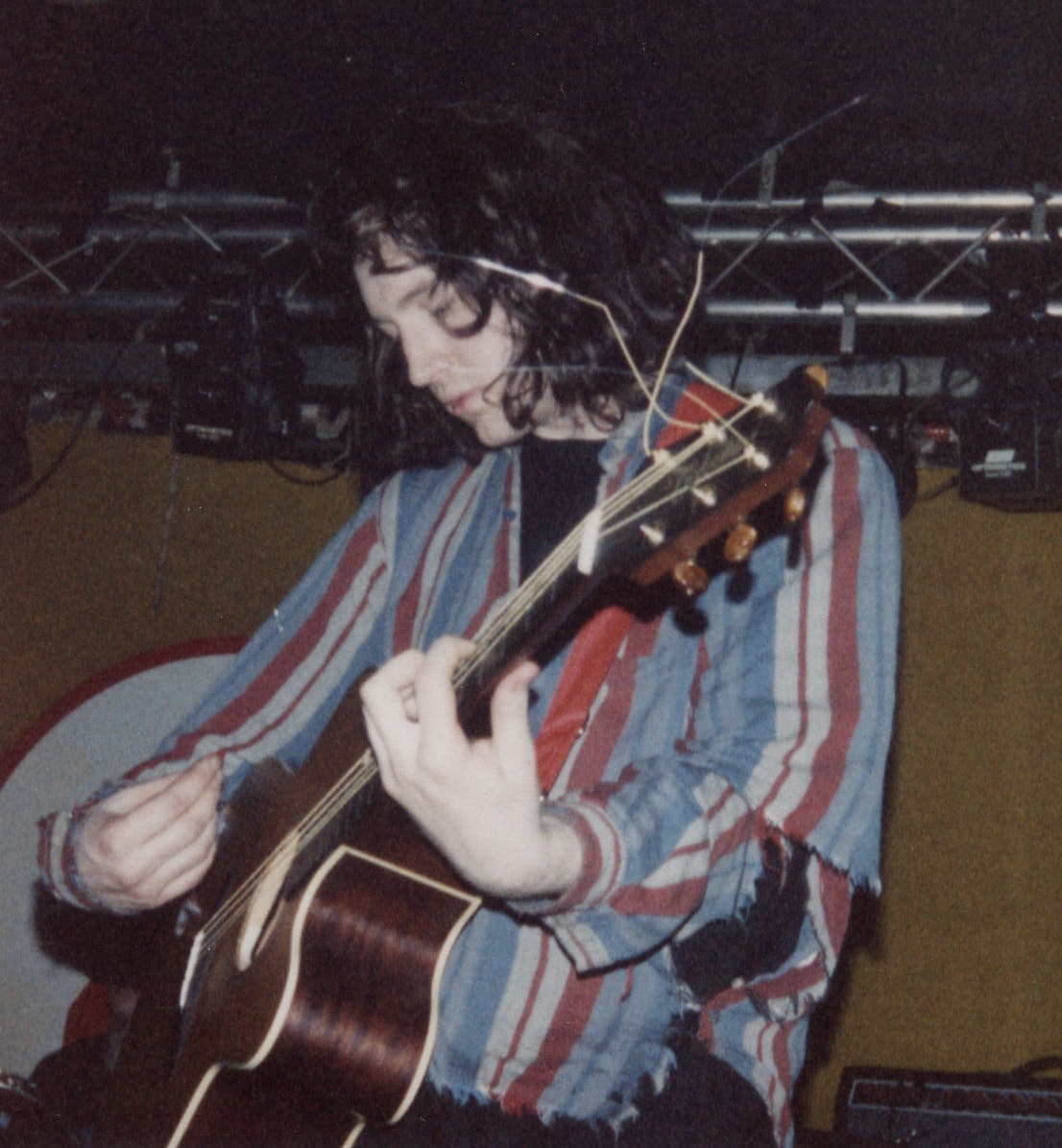
Kevin Shields en 1989

Après l'arrêt de ses activités avec My Bloody Valentine, Kevin Shields a réalisé des remixes et produit/mixé pour près de 20 artistes différents dont Joy Zipper, Placebo ou Yo La Tengo. Après avoir travaillé et remixé des titres de Primal Scream, il les accompagne sur scène, puis en studio, entre 1999 et 2006, notamment sur les albums XTRMNTR et Evil Heat. En 2001, il joue également de la guitare (sans être crédité) sur la chanson Freedom Of Speech Won't Feed My Children de l'album Know Your Enemy des Manic Street Preachers. En 2003, il créa quatre morceaux pour le film de Sofia Coppola Lost in Translation. Il fut nommé par la British Academy of Film and Television Arts (BAFTA) pour sa contribution à cette bande originale.
En 2005, il est apparu à Londres au Meltdown Festival en compagnie de Patti Smith, pour l'accompagner pendant la lecture de son livre The Coral Sea (un hommage à son ami photographe Robert Mapplethorpe). L'album live The Coral Sea est paru en juillet 2008. Il a également coécrit et joué quelques morceaux du premier album du groupe Le Volume Courbe, I Killed My Best Friend. Il remixa et combina deux chansons de The Go! Team, Ladyflash et Huddle Formation qui devint Huddle Flash, morceau qui se trouve sur la version single de Ladyflash". Il remixa deux morceaux de Bow Wow Wow, pour le film de Sofia Coppola, Marie Antoinette. 
En 2005, Kevin Shields fut crédité en tant que « consultant en bruit » au générique du film documentaire, Zidane: A 21st Century Portrait.
Il a également travaillé avec la compagnie canadienne de danse contemporaine Lalala Human steps.

## Vie personnelle
À la fin des années 1980 et au début des années 1990, Kevin Shields et Bilinda Butcher ont eu une liaison, qu'ils évoquèrent à l'époque dans différentes interviews. Il a été également le compagnon de Charlotte Marionneau du groupe Le Volume Courbe (en).